# NGC 2802
NGC 2802 (другие обозначения — UGC 4897, MCG 3-24-26, ZWG 91.44, KCPG 194B, NPM1G +19.0207, PGC 26177) — спиральная галактика в созвездии Рака. Открыта Уильямом Гершелем в 1784 году.
Галактика взаимодействует с NGC 2803. Из-за взаимодействия изофоты этой галактики искривлены, а к северо-востоку и к северо-западу от галактики наблюдаются вытянутые структуры с низкой поверхностной яркостью, также подобная менее заметная структура имеется с юго-западной стороны. Такие особенности и ожидаются от быстро вращающейся галактики, испытывающей приливное взаимодействие. Кривая вращения этой галактики асимметрична. Возможно, эта галактика на самом деле является эллиптической с диском внутри, который и проявляется из-за приливных взаимодействий.
Этот объект входит в число перечисленных в оригинальной редакции «Нового общего каталога».